# آنتونن مانی
آنتونن مان (تلفظ می‌شود [ɑ̃.tɔ.nɛ̃ maɲ]؛ ۱۵ فوریهٔ ۱۹۰۴-۸ سپتامبر ۱۹۸۳) رکابزن فرانسوی بود که در رشتهٔ دوچرخه‌سواری جاده فعالیت می‌کرد. او توانست در سال‌های ۱۹۳۱ و ۱۹۳۴ برندهٔ تور دو فرانس شود. فعالیت حرفه‌ای مان از سال ۱۹۲۷ تا ۱۹۳۹ به طول انجامید و پس از آن به مربی‌گری پرداخت. شهرت او به فرار از مصاحبه و خبرنگاران بود.

## فعالیت حرفه‌ای
مان عضو تیم آللویا بود که در سال ۱۹۲۷ برندهٔ جایزه بزرگ ولبر شد. این جایزه بزرگ را مسابقات قهرمانی جادهٔ غیر رسمی جهان در نظر می‌گرفتند.
نخستین حضور مان در تور دو فرانس نیز در همان سال بود که در کنار آندره لدیک در تیم فرانسه قرار داشت. دو پیروزی مانی در تور کیفیت غریبی داشت؛ زیرا همواره با تصادف، سقوط و بدشانسی روبرو بود. در تور ۱۹۳۱ تصادف کرد و بارها پسانتی ایتالیایی و دمویسر بلژیکی حمله کردند تا از او پیشی بگیرند. در پایان تور به اندازه‌ای خسته بود که در دورهٔ بعد شرکت نکرد. در سال ۱۹۳۴ دوباره با کمک هم‌تیمی‌های خود رنه ویتو، ژرژ اسپیشه و روژه لاپبی به پیروزی رسید. مان برندهٔ نخستین تایم تریل تور دو فرانس شد که به مسافت ۸۰ کیلومتر در سال ۱۹۳۴ برگزار شده‌بود.
در سال ۱۹۳۶ مان در تور دو فرانس بر سکوی دوم ایستاد و قهرمان مسابقهٔ استقامت جاده در مسابقات قهرمانی جهان شد.

## تور دو فرانس ۱۹۳۴
مان در روز دوم رهبری تور را در دست گرفت و تیم او در ۱۹ مرحله از ۲۳ مرحله پیروز شد. هنگامی که در پیرنه دوچرخه‌اش شکست، امیدش از میان رفت. جوان‌ترین رکابزن تیمش رنه ویتو در حالی که خودش در رتبهٔ سوم بود، دوچرخهٔ خود را به‌مان داد. در پایان تور، مان برندهٔ تور بود؛ ولی ویتو که مسابقه را در رتبهٔ پنجم به پایان رسانده‌بود، قهرمان خوانده می‌شد.

## پس از بازنشستگی
مان پس از بازنشستگی خود، مدیر ورزشی چند رکابزن موفق از جمله لویزون بوبه و ریمون پولیدو در تیم مرسیه بود. او را یکی از بهترین مدیران ورزشی دوچرخه‌سواری می‌دانند.
مان در بیشتر عمر خود در لیوری-گرگان در دپارتمان سن-سن-دنی در نزدیکی پاریس زندگی کرد. در سال ۲۰۰۴، خط پایان یکی از مراحل تور دو فرانس به افتخار صدمین سالروز تولد او در آنجا قرار گرفت. مان در سال ۱۹۶۲ نشان لژیون دونور را دریافت کرد.

## نتایج در گرند تورها
| گرند تور                       | ۱۹۲۷    | ۱۹۲۸    | ۱۹۲۹    | ۱۹۳۰    | ۱۹۳۱    | ۱۹۳۲    | ۱۹۳۳    | ۱۹۳۴    | ۱۹۳۵     | ۱۹۳۶ | ۱۹۳۷    | ۱۹۳۸    |
| جیرو دیتالیا                   | نرفت    | نرفت    | نرفت    | نرفت    | نرفت    | ۳۴      | نرفت    | نرفت    | نرفت     | نرفت | نرفت    | نرفت    |
| پیروزی در مراحل                | —       | —       | —       | —       | —       | ۰       | —       | —       | —        | —    | —       | —       |
| رده‌بندی کوهستان                | ناموجود | ناموجود | ناموجود | ناموجود | ناموجود | ناموجود | —       | —       | —        | —    | —       | —       |
| تور دو فرانس                   | ۶       | ۶       | ۷       | ۳       | ۱       | نرفت    | ۸       | ۱       | ناتمام-۷ | ۲    | نرفت    | ۸       |
| پیروزی در مراحل                | ۱       | ۲       | ۰       | ۱       | ۱       | —       | ۰       | ۲       | ۰        | ۱    | —       | ۲       |
| رده‌بندی کوهستان                | ناموجود | ناموجود | ناموجود | ناموجود | ناموجود | ناموجود | ۲       | ۶       | بی‌رتبه   | ۵    | بی‌رتبه  | بی‌رتبه  |
| تور دوچرخه‌سواری ووئلتا اسپانیا | ناموجود | ناموجود | ناموجود | ناموجود | ناموجود | ناموجود | ناموجود | ناموجود | نرفت     | نرفت | ناموجود | ناموجود |
| پیروزی در مراحل                | ناموجود | ناموجود | ناموجود | ناموجود | ناموجود | ناموجود | ناموجود | ناموجود | —        | —    | ناموجود | ناموجود |
| رده‌بندی کوهستان                | ناموجود | ناموجود | ناموجود | ناموجود | ناموجود | ناموجود | ناموجود | ناموجود | —        | —    | ناموجود | ناموجود |

| ۱        | برنده                               |
| ۲–۳      | سه نفر اول                          |
| ۴–۱۰     | ده نفر اول                          |
| ۱۱–      | گذر از خط پایان                     |
| نرفت     | در مسابقه شرکت نکرد                 |
| ناتمام-x | به پایان نرساند (انصراف در مرحله x) |
| DNS-x    | آغاز نکرد (عدم شرکت در مرحله x)     |
| اخراج    | اخراج شد                            |
| ناموجود  | مسابقه/رده‌بندی انجام نشد            |
| بی‌رتبه   | در رده‌بندی گنجانده نشد              |